# Miranorte
Miranorte là một đô thị thuộc bang Tocantins, Brasil. Đô thị này có diện tích 1031,616 km², dân số năm 2007 là 11858 người, mật độ 11,49 người/km².